# 斯威特沃特 (佛羅里達州哈迪縣)
斯威特沃特（英語：Sweetwater）是位於美國佛羅里達州哈迪縣的一個非建制地區。該地的面積和人口皆未知。

## 地理
斯威特沃特的座標為27°25′36″N 81°42′12″W / 27.42667°N 81.70333°W，而該地的平均海拔高度為25米（即82英尺）。